# Anand Sarup Dhawan
Anand Sarup Dhawan fue un diplomático indio.
- En el Raj británico fue miembro del Indian Civil Service (British India) como Comisionado de Elecciones para la realización de elecciones en una provincia, Textil-Controller y el Administrador de una ciudad municipal.
- En 1945 fue director de suministro civil adjunto.
- El 01 de agosto de 1956 entró al Indian Foreign Service, fue comisonado del gobierno de la India en Adén, primer secretario de embajada en Bucarest, en Estocolmo y en Belgrado.[2]
- A partir de 1963 fue Alto Comisionado en funciones en Kampala (Uganda).
- Del 31 de marzo de 1965 a 1966 fue Alto Comisionado en Kampala.[3]
- De 1966 al 02 de julio de 1968 fue Cónsul General en Hanói.[4]
- De 02 de julio de 1968 al 25 de julio de 1969 fue embajador en Manila.[5]